# 도안로
도안로는 경상북도 구미시 도개면 궁기교차로에서 의성군 안계면 용가삼거리 잇는 경상북도의 도로이다. 

## 주요 경유지
경상북도
- 구미시 (도개면) - 의성군 (단밀면 . 단북면 . 안계면)

## 노선
| 이름        | 접속 노선                | 소재지                      | 소재지     | 비고                    |
| ----------- | ------------------------ | --------------------------- | ---------- | ----------------------- |
| 궁기 교차로 | 국도 제25호선 (낙동대로) | 구미시                      | 도개면     |                         |
| 신곡교      |                          | 구미시                      | 도개면     |                         |
| 동산교      |                          | 구미시                      | 도개면     |                         |
| (이름없음)  | 용산가산길               | 구미시                      | 도개면     |                         |
| 부처고개    |                          | 구미시                      | 도개면     |                         |
|             | 의성군                   | 단밀면                      |            |                         |
| (이름없음)  | 의성군                   | 단밀면                      | 영남제일로 |                         |
| (이름없음)  | 의성군                   | 단밀면                      |            |                         |
| 단밀교      | 의성군                   | 단밀면                      |            |                         |
| (이름없음)  | 의성군                   | 지방도 제923호선 단북단일로 | 단북면     | 지방도 제923호선과 중복 |
| (이름없음)  | 의성군                   | 용기5길                     | 안계면     | 지방도 제923호선과 중복 |
| 용기삼거리  | 의성군                   | 서부로                      | 안계면     |                         |

## 주요 건물 및 시설
- 농협 해평농협 도개지점 (도안로 88/궁기리 809-6)
- 구미도개우체국 (도안로 96/궁기리 236-4)
- 도개면행정복지센터 (도안로 103/궁기리 745-2)
- 도개초등학교 (도안로 108/궁기리 748-6)
- CU 구미도개점 (도안로 119/궁기리 751-2)
- 도개중학교 (도안로 120/궁기리 754)
- 도개고등학교 (도안로 120/궁기리 754)
- 도개파출소 (도안로 121/궁기리 748-2)